# Olympische Sommerspiele 1980/Teilnehmer (Dominikanische Republik)
| Gelbes Symbol für Goldmedaillen mit stilisierten Olympischen Ringen | Graues Symbol für Silbermedaillen mit stilisierten Olympischen Ringen | Braundes Symbol für Bronzemedaillen mit stilisierten Olympischen Ringen |
| ------------------------------------------------------------------- | --------------------------------------------------------------------- | ----------------------------------------------------------------------- |
| —                                                                   | —                                                                     | —                                                                       |

Die Dominikanische Republik nahm an den Olympischen Sommerspielen 1980 in Moskau mit einer Delegation von sechs Sportlern (fünf Männer und eine Frau) in sieben Wettbewerben in vier Sportarten teil. Ein Medaillengewinn gelang keinem der Sportler.

## Teilnehmer nach Sportarten

### Boxen
- Andrés Tena
Bantamgewicht: in der 1. Runde ausgeschieden

### Gewichtheben
- Mario Rodríguez
2. Schwergewicht: 12. Platz

### Leichtathletik
Männer
- Gerardo Suero
100 m: im Viertelfinale ausgeschieden
200 m: im Viertelfinale ausgeschieden

Frauen
- Marisela Peralta
110 m Hürden: im Vorlauf ausgeschieden

### Wasserspringen
- Reynaldo Castro
3 m Kunstspringen: 18. Platz

- César Jimenez
10 m Turmspringen: 21. Platz